# Diekbek
Die Diekbek ist ein Bach in Tangstedt, Kreis Stormarn und im äußersten Norden Hamburgs. Sie ist ein rechter Nebenfluss der Alster.

## Geographie
Der Bach entspringt als Tangstedter Graben nahe Tangstedt und fließt südlich oder südöstlich. Der Tangstedter Graben nimmt westlich des Hamburger Stadtteils Duvenstedt den Wittmoorgraben auf und heißt von hier an Diekbek. Diese fließt verrohrt durch Duvenstedt, anschließend mit zahlreichen Mäandern durch ein kleines Waldgebiet und mündet dann in die Alster. Die Diekbek ist somit ein Gewässer 3. Ordnung.
Am 23. Juni 2020 erklärte der Hamburger Senat das etwa 31 Hektar große Auenwald- und Wiesengebiet an der unteren Diekbek zum „Naturschutzgebiet Diekbek“, insbesondere wegen des Vorkommens von verschiedenen Fledermausarten, von Schlüsselblume und Sumpfdotterblume sowie als Rückzugsgebiet von Fischotter und Eisvogel.
An der Diekbek besteht ein Pegel des Warndienstes Binnenhochwasser.